# Zhichanghe (köpinghuvudort i Kina, Hubei Sheng, lat 30,03, long 111,84)
Zhichanghe är en köpinghuvudort i Kina. Den ligger i provinsen Hubei, i den centrala delen av landet, omkring 240 kilometer väster om provinshuvudstaden Wuhan. Antalet invånare är 34 995. Befolkningen består av 17 437 kvinnor och 17 558 män. Barn under 15 år utgör 11,0 %, vuxna 15-64 år 77 %, och äldre över 65 år 10,0 %.
Runt Zhichanghe är det tätbefolkat, med 427 invånare per kvadratkilometer. Närmaste större samhälle är Songzi, 17,8 km norr om Zhichanghe. Trakten runt Zhichanghe består till största delen av jordbruksmark.
Genomsnittlig årsnederbörd är 1 565 millimeter. Den regnigaste månaden är maj, med i genomsnitt 222 mm nederbörd, och den torraste är december, med 22 mm nederbörd.